# Liste der Bodendenkmäler in Nordhalben
Auf dieser Seite sind die Bodendenkmäler in dem oberfränkischen Markt Nordhalben zusammengestellt. Diese Tabelle ist eine Teilliste der Liste der Bodendenkmäler in Bayern. Grundlage ist die Bayerische Denkmalliste, die auf Basis des Bayerischen Denkmalschutzgesetzes vom 1. Oktober 1973 erstmals erstellt wurde und seither durch das Bayerische Landesamt für Denkmalpflege geführt wird. Die folgenden Angaben ersetzen nicht die rechtsverbindliche Auskunft der Denkmalschutzbehörde.

## Bodendenkmäler in Nordhalben
| Lage                                      | Objekt | Akten-Nr.     | Bild |
| ----------------------------------------- | --- | ------------- | ---- |
| Nordhalben (Standort)                     | Wüstung des späten Mittelalters. | D-4-5634-0006 |      |
| Nordhalben (Standort)                     | Burgstall des hohen und späten Mittelalters. Siehe auch: Burgstall Schlossberg (Nordhalben)                                                                        | D-4-5635-0003 |      |
| Nordhalben Kronacher Straße 12 (Standort) | Vorgängerbauten sowie Befunde des Mittelalters und der frühen Neuzeit im Bereich der Katholischen Pfarrkirche St. Bartholomäus von Nordhalben. Siehe auch: Neuzeit | D-4-5635-0036 |      |
| Nordhalben Schloßbergstraße 15 (Standort) | Vorgängerbau sowie Befunde des Mittelalters und der frühen Neuzeit im Bereich der Katholischen Kapelle Mariae Heimsuchung.                                         | D-4-5635-0037 |      |